# 男山 (兵庫県)
男山（おとこやま）は兵庫県姫路市にある標高57.5mの山。登山道は、北側から・南側の水尾神社の横から・南側の男山八幡宮と千姫天満宮への参道からの3箇所があり、200段あまりの階段で整備されている。姫路城の北西に位置しており、姫路城や姫路市街が展望できる。その眺めから姫路城十景や船場八景に選ばれている。

## 植生
クスノキ・コナラ・クヌギ・アベマキ・ナンキンハゼ・アラカシ。

## 伝承
『播磨国風土記』
姫路が海だった昔の話。大汝命の子である火明命は乱暴者で、これを憂いた大汝命は火明命を置き去りにすることを考える。因達神山（八丈岩山）まで来たところで、火明命に水を汲みに行かせ、その間に船を出して大汝命は逃げてしまった。置き去りにされたと知った火明命は怒り狂って波風を立たせ、大汝命の船を転覆させてしまった。この時に船から落ちた積荷などにちなんで周辺の14の丘に名前が付けられた。男山には積み荷の箱が流れ着いたので「筥丘（箱丘・はこおか）」と名付けられた。
飾磨の褐染め
昔々、現在の峰南町にある自衛隊姫路駐屯地にあった長者屋敷から逃げた男女がおり、男が逃げた山は男山、女が逃げた山は姫山（現在、姫路城がある山）と名付けられた。

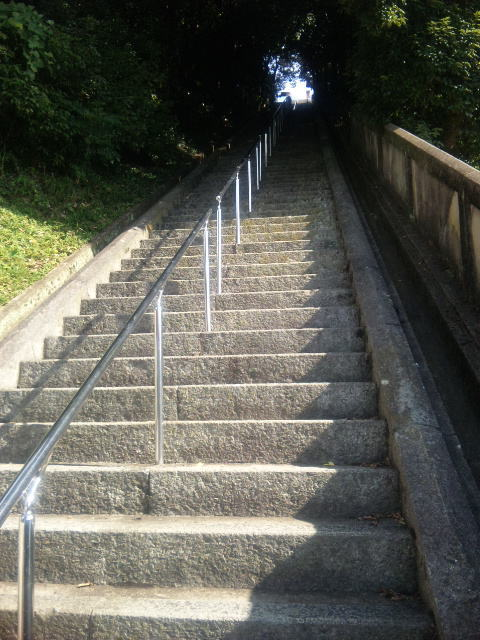
男山配水池公園に続く階段。
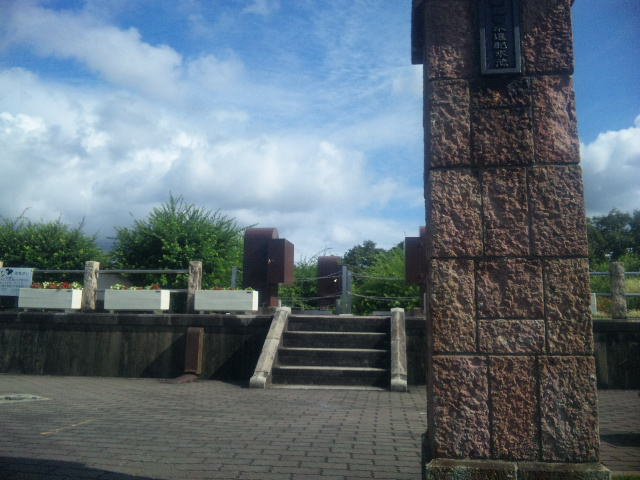
男山配水池公園入口。
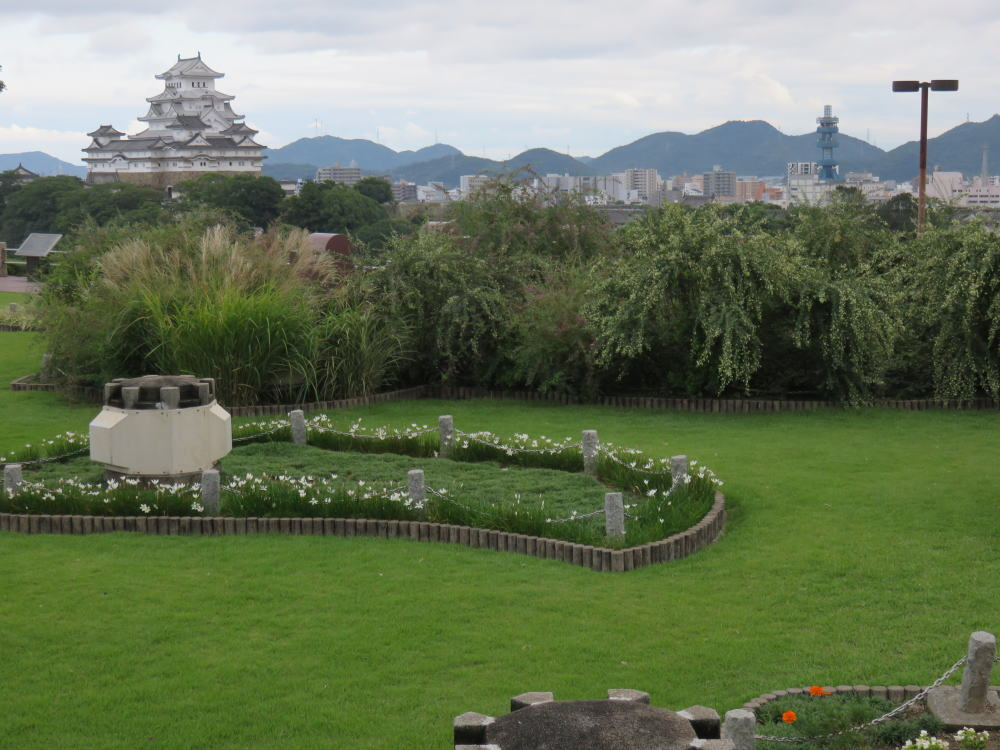
山頂にある男山配水池公園。
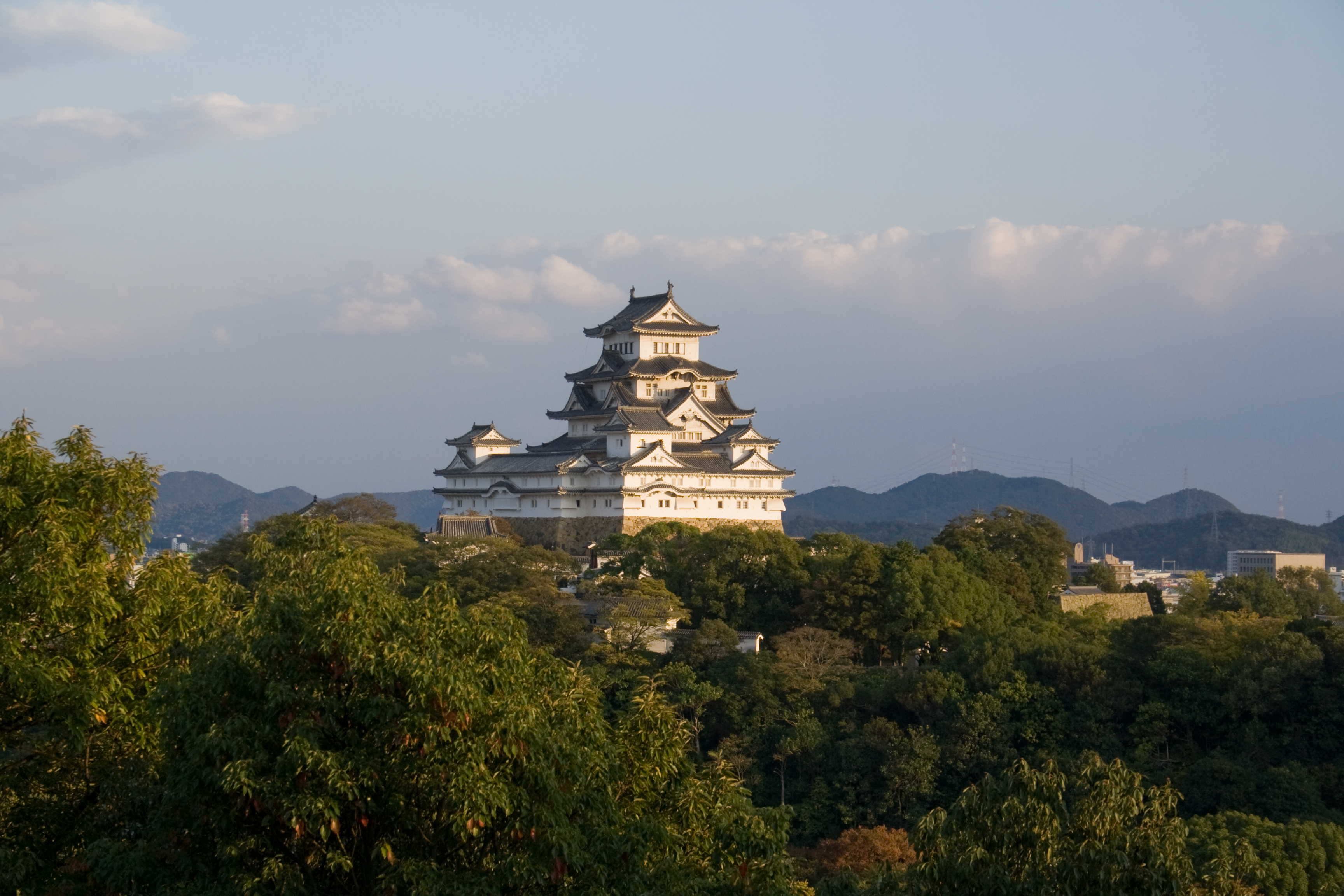
山頂から眺めた姫路城
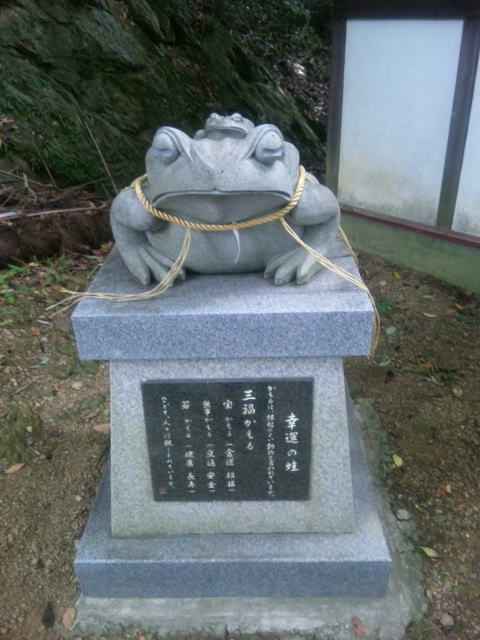
神社参道にある「幸運の蛙、三福かえる」。
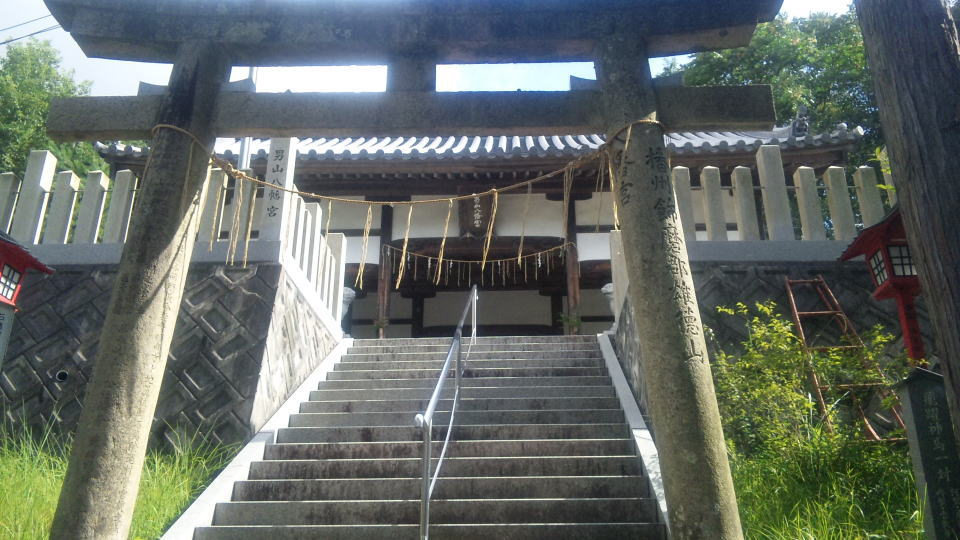
男山八幡宮
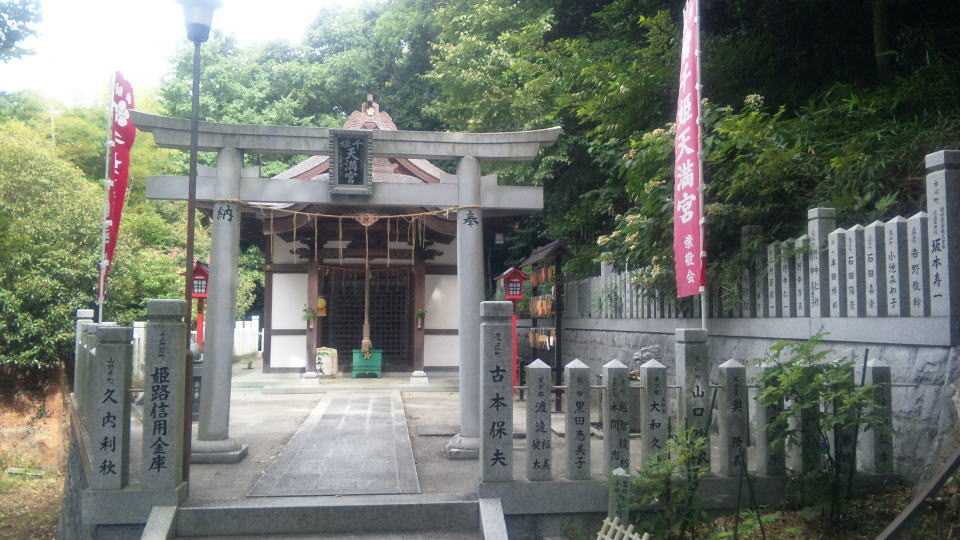
千姫天満宮
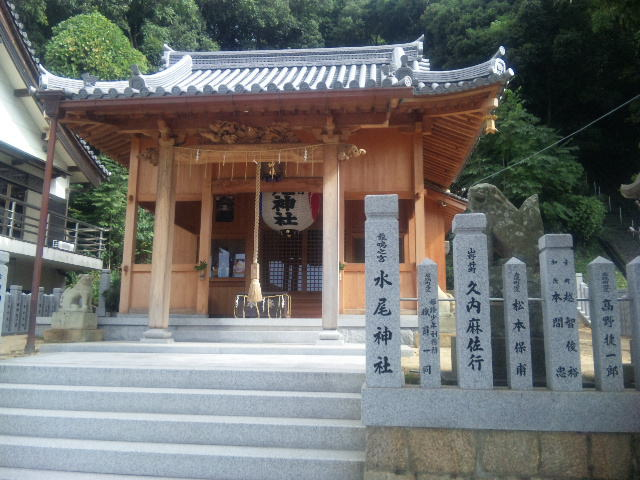
水尾神社

## 神社・配水池
- 中腹には男山八幡宮と千姫天満宮、山麓には水尾神社が祀られている。
- 山頂には昭和6年に北東の町裏水源地と合わせて配水池施設（姫路市内最古）が建設され[3]、平成5年7月に「男山配水池公園」として再整備され[4]、平成21年に近代化産業遺産に認定された[5]。